# Vice-présidents du Parlement tibétain en exil
Pour un article plus général, voir Parlement tibétain en exil.
Pour les Tibétains en exil, le vice-président du Parlement tibétain en exil seconde son président pour présider les travaux de l'Assemblée tibétaine. Depuis le 8 octobre 2021, la fonction de président de l’Assemblée tibétaine est assuré par Dolma Tsering Teykhang.
Le vice-président de l'Assemblée tibétain, ainsi que le président, membres du comité permanent élus par le Parlement tibétain en exil, a un rôle de direction des débats et d’organisation des travaux de l’Assemblée.

## Liste des vice-présidents du Parlement tibétain en exil
La liste des vice-présidents des différentes assemblées tibétaines peut-être trouvée dans un document du Tibetan Parlimentary & Policy Research Centre. 
- Samkhar Tsering Wangdu (1964-1966)
- Drashi Gyapon Kelsang Dadul (1966-1969)
- Tsewang Trinley (1969-1972)
- Alak Jigme Lhundup (1972-1976)
- Phunrab pa Lobsang Dhargye (1976-1979)
- Gonshar Dorje Damdul (1979-1982)
- Ghajang Lobsang Choeden (1982-1987)
- Nubpa Choedak Gyatso (1987-1988)
- Chime Namgyal (1988-1991)
- Jadur Sonam Sangpo (1991-1996)
- Thupten Lungrik (1996-2001)
- Jadur Sonam Sangpo (1er juin 2001 - 24 septembre 2001)
- Dolma Gyari (2001-2011)
- Lopon Khenpo Sonam Tenphel (2011-2016)
- Acharya Yeshi Phuntsok (2016-2021)
- Dolma Tsering Teykhang (depuis 2021)